# Frederico Alencar
Frederico José França Barreira de Alencar, noto semplicemente come Frederico Alencar (...), è un ex schermidore brasiliano.

## Palmarès
In carriera ha conseguito i seguenti risultati:
- Giochi Panamericani:

Città del Messico 1975: bronzo nella spada a squadre.